# Rudkiwzi (Kamjanez-Podilskyj)
Rudkiwzi (ukrainisch Рудківці; russisch Рудковцы Rudkowzy) ist ein Dorf mit etwa 500 Einwohnern (2023). im äußersten Südosten der ukrainischen Oblast Chmelnyzkyj.

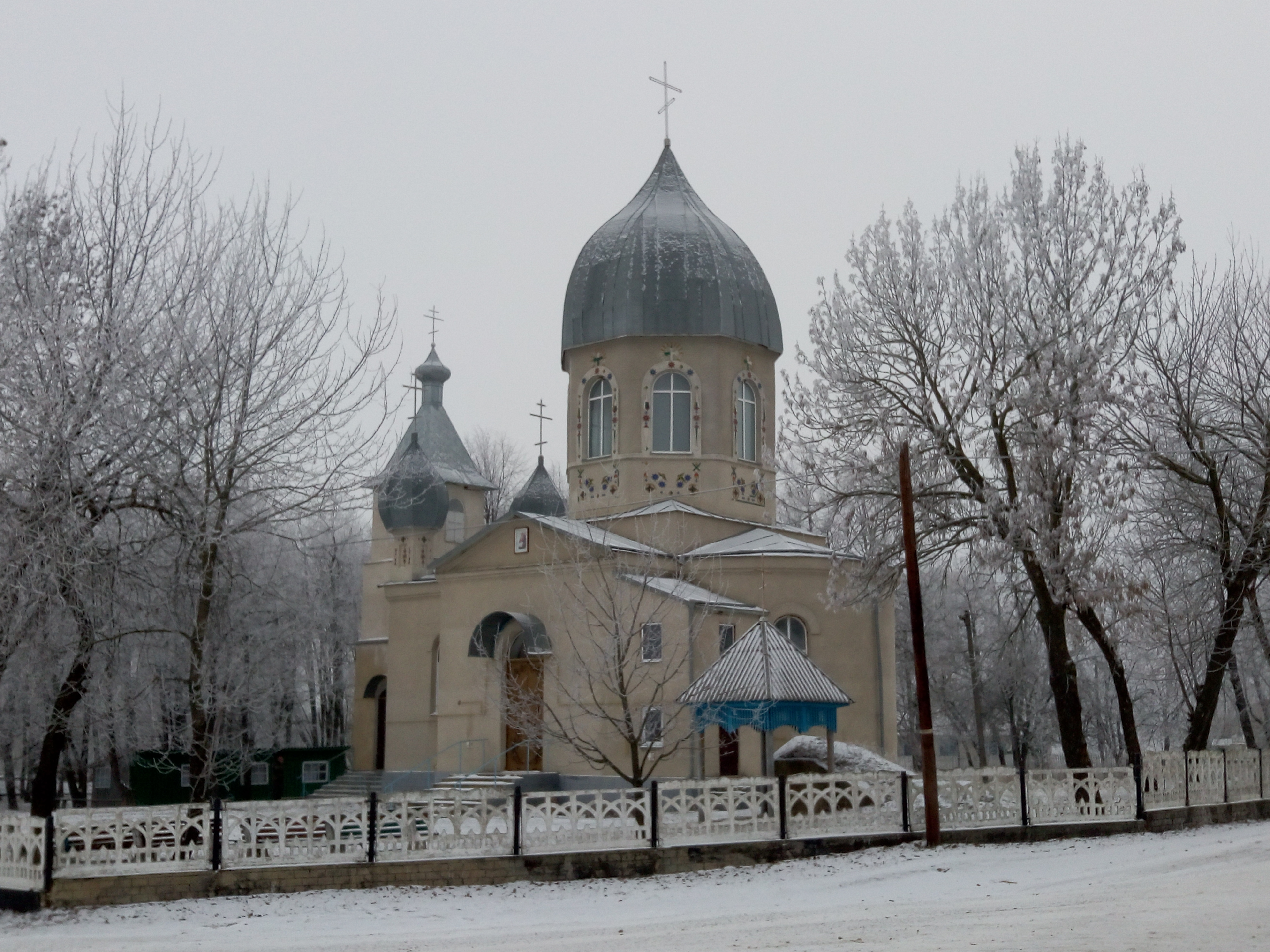
Orthodoxe Kirche im Dorf

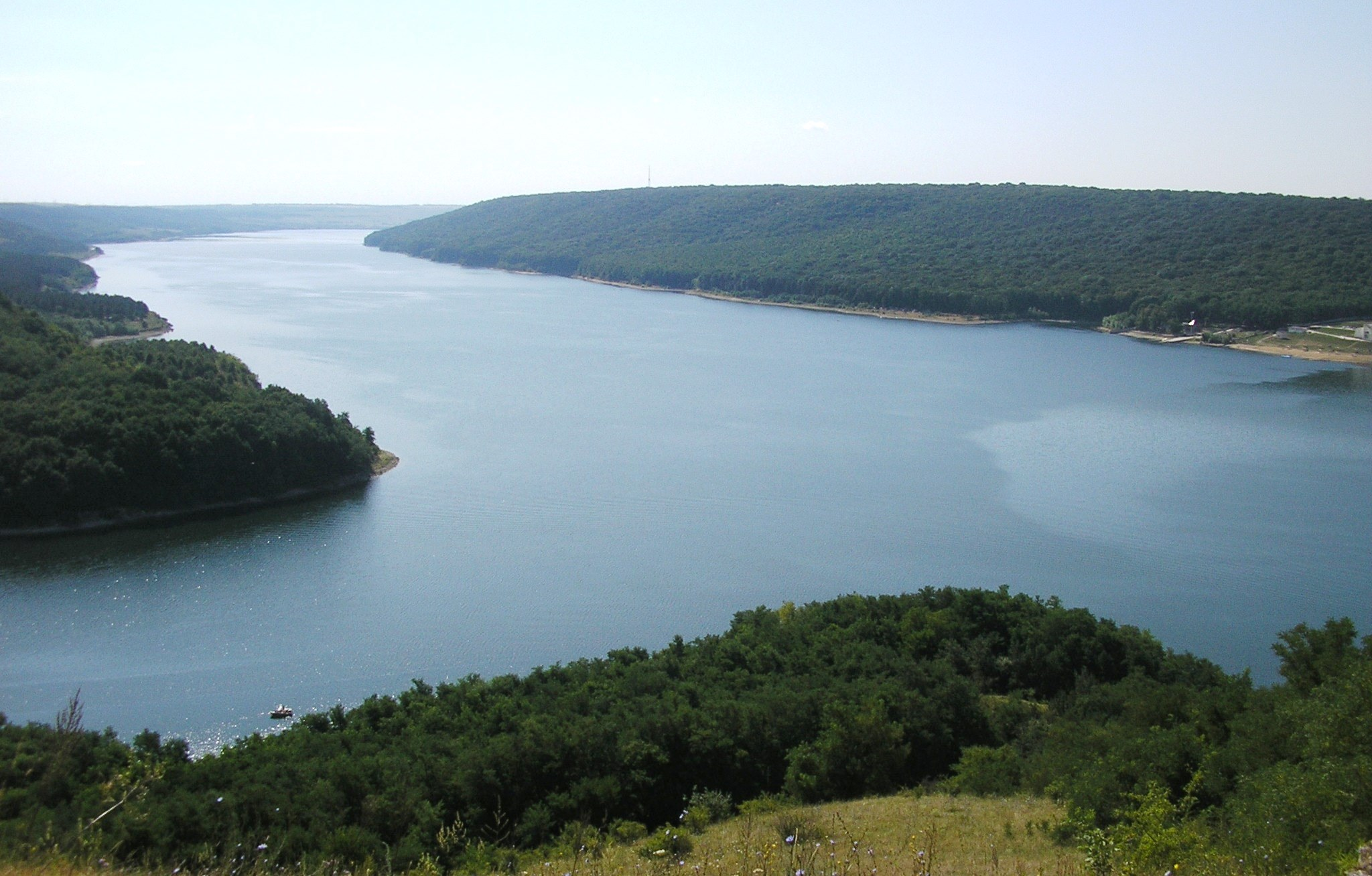
Dnister-Stausee bei Rudkiwzi

Das 1661 erstmals schriftlich erwähnte Dorf liegt im Südosten des Rajon Nowa Uschyzja an der überfluteten Mündung der 18 km langen Matirka (Матірка) in den zum Dnister-Stausee angestauten Dnister 28 km südlich von Nowa Uschyzja und etwa 115 km südlich der Oblasthauptstadt Chmelnyzkyj. 
Auf dem gegenüberliegenden Ufer der Matirka liegt die Oblast Winnyzja und am gegenüberliegenden Dnisterufer befindet sich die Oblast Tscherniwzi.
Am 13. August 2015 wurde das Dorf ein Teil der neugegründeten Siedlungsgemeinde Nowa Uschyzja, bis dahin war es ein Teil der Landratsgemeinde Wilchowez (Вільховецька сільська рада/Wilchowezka silska rada) im Südosten des Rajons Nowa Uschyzja.
Am 17. Juli 2020 kam es im Zuge einer großen Rajonsreform zum Anschluss des Rajonsgebietes an den Rajon Kamjanez-Podilskyj.